# Giardino del Castello di Sissinghurst

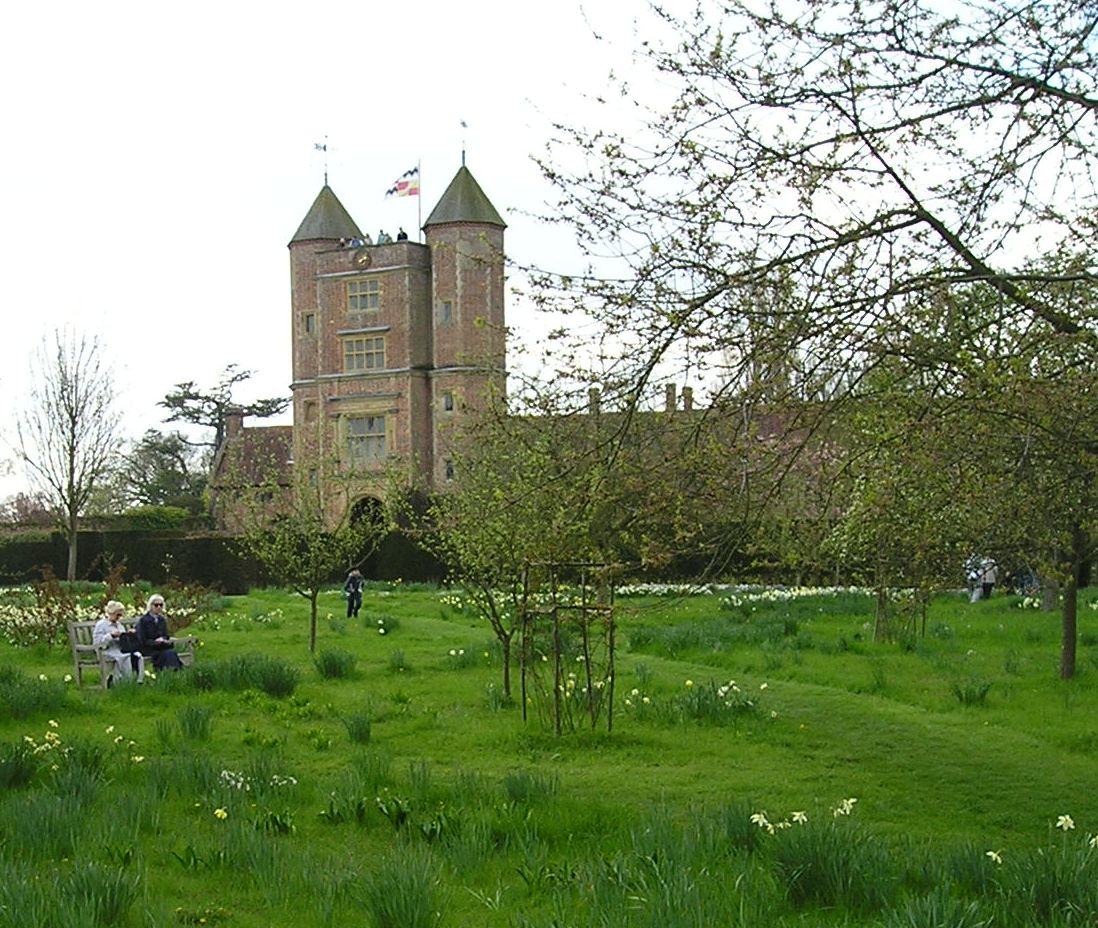
Sissinghurst

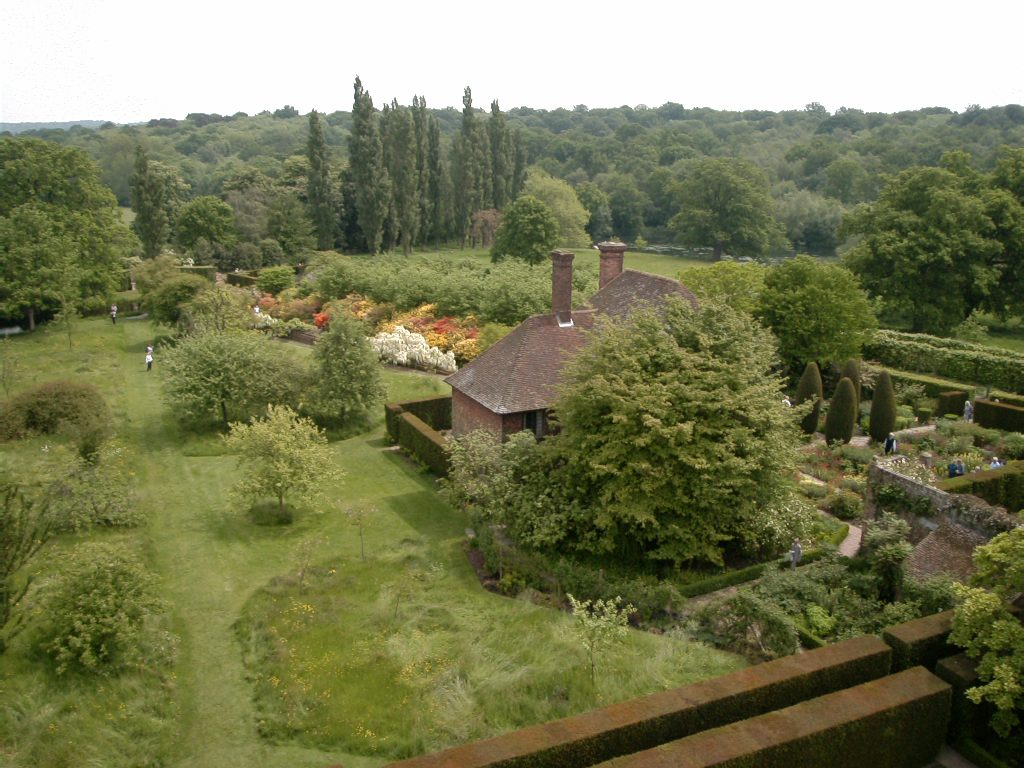
Il giardino 2

Il giardino del Castello di Sissinghurst nel Kent (o meglio, "i giardini", poiché composto da più zone di giardino all'inglese, ognuna caratterizzata da un autonomo equilibrio formale ed estetico), nei pressi delle cittadine di Cranbrook, Goudhurst e Tenterden, è gestito e curato dal National Trust.

## Storia
Il complesso fu creato negli anni trenta da Vita Sackville-West, poetessa e articolista dell'Observer, per il quale curava una rubrica di giardinaggio, e dal marito Harold Nicolson, scrittore e diplomatico, entrambi membri del gruppo di Bloomsbury. Si tratta di uno dei più amati giardini d'Inghilterra, che richiama visitatori da tutto il mondo. È composto da più "stanze", ognuna caratterizzata da un colore o da un tema, circondate da alte siepi.
Il luogo è antico — il nome deriva dal sassone e significa spiazzo tra i boschi. Un maniero in pietra circondato da un fossato vi fu costruito nel Medioevo. L'edificio originale fu sostituito nel XV secolo da un grosso maniero costruito dalla famiglia Baker — imparentata, tramite matrimonio, ai Sackville di Knole. Per Vita Sackville-West, Sissinghurst e i suoi giardini vennero a rappresentare simbolicamente Knole, reputata la più grande casa in Britannia, che ella, in quanto unica figlia di Lionel, III Lord di Sackville, avrebbe dovuto ereditare, ma che invece passò a suo zio in quanto erede maschio.
L'edificio ha avuto molti impieghi: campo per prigionieri di guerra durante la Guerra dei sette anni; casa di lavoro per la Cranbrook Union; in seguito fu adibito come alloggio per i lavoratori della tenuta.
Vita Sackville-West e Nicholson fondarono Sissinghurst nel 1930 in seguito a preoccupazioni sul fatto che la loro proprietà di Long Barn, nei pressi di Sevenoaks, nel Kent, fosse vicina a uno sviluppo sul quale non avevano il controllo. Benché fosse in condizioni derelitte, essi comprarono Sissinghurst e iniziarono a costruirvi il giardino che oggi conosciamo. Il progetto di Nicholson e il lavoro di giardinaggio di Sackville-West furono entrambi fortemente influenzati dai giardini di Gertrude Jekyll e Edwin Lutyens oltre a quelli di Hidcote Manor, progettati dal loro proprietario, Lawrence Johnston. Sissinghurst fu aperto al pubblico per la prima volta nel 1938.
Il National Trust ha acquisito i giardini nel 1967. Essi riassumono il giardino inglese della metà del XX secolo. I giardini sono oggi molto conosciuti e frequentati e i visitatori devono essere preparati a lunghe attese per potervi accedere durante i periodi di punta.